# Onthophagus yanoi
Onthophagus yanoi là một loài bọ cánh cứng trong họ Bọ hung (Scarabaeidae).